# تلابيب الكتابة (كتاب)
تلابيب الكتابة هو كتاب للكاتبة المصرية صافي ناز كاظم صدر عام 1994 ضمن سلسلة «كتاب الهلال» التي تصدرها دار الهلال، وأعادت الهيئة المصرية العامة للكتاب نشرة سنة 2000 في سلسلة «الأعمال الخاصة» ضمن مشروع مكتبة الأسرة، وهو كتاب منوع يتضمن «مجموعة قطع كتابة» بعضها يمكن اعتباره قصصاً قصيرة، وبعضه شعر وبعضه نقد أدبي وبعضها قد ينطبق عليه الكليشيه القديم فن كتابة المقال.